# Scalesia affinis
Espèce
Synonymes
- Scalesia affinis subsp. affinis[2] [1]
- Scalesia affinis subsp. brachyloba Harling[2]
- Scalesia affinis subsp. gummifera (Hook.f.) Harling[2]
- Scalesia decurrens f. decurrens[2]
- Scalesia decurrens f. denudata Andersson[2]
- Scalesia decurrens Andersson[2] [1]
- Scalesia gummifera Hook.f.[2] [1]
- Scalesia menziesii (Degener & Sherff)[2]
- Scalesia menziesii O.Deg. & Sherff[1]
- Scalesia narbonensis B.L.Rob.[2] [1]
- Zemisne menziesii O.Deg. & Sherff[2] [1]

Statut de conservation UICN

 LC  : Préoccupation mineure
Scalesia affinis est une espèce de plantes à fleurs de la famille des Asteraceae endémique des îles Galápagos.

## Liste des sous-espèces
Selon Catalogue of Life (12 avril 2019) :
- sous-espèce Scalesia affinis subsp. affinis
- sous-espèce Scalesia affinis subsp. brachyloba
- sous-espèce Scalesia affinis subsp. gummifera

Selon Tropicos (12 avril 2019) (Attention liste brute contenant possiblement des synonymes) :
- sous-espèce Scalesia affinis subsp. affinis
- sous-espèce Scalesia affinis subsp. brachyloba Harling
- sous-espèce Scalesia affinis subsp. gummifera (Hook. f.) Harling

## Publication originale
- Transactions of the Linnean Society of London 20: 212. 1847.